# Трес-Ломас (муниципалитет)
Муниципалитет Трес-Ломас  (исп. Partido de Tres Lomas) — муниципалитет в Аргентине в составе провинции Буэнос-Айрес.
Территория — 1270 км². Население — 8700 человек. Плотность населения — 6,85 чел./км².
Административный центр — Трес-Ломас.

## География
Департамент расположен на западе провинции Буэнос-Айрес.
Департамент граничит:
- на северо-западе — c муниципалитетом Пеллегрини
- на северо-востоке — с муниципалитетом Тренке-Лаукен
- на юго-востоке — с муниципалитетом Гуамини
- на юго-западе — с муниципалитетом Сальикело

## Важнейшие населенные пункты[2]
| № | Населённый пункт  | Населённый пункт (исп.) | Категория | Население чел. (2010) | На карте                        |
| - | ----------------- | ----------------------- | --------- | --------------------- | ------------------------------- |
| 1 | Трес-Ломас        | Tres Lomas              | город     | 8061                  | 36°27′33″ ю. ш. 62°51′40″ з. д. |
| 2 | Инхеньеро-Томпсон | Ingeniero Thompson      | поселок   | 150                   | 36°36′43″ ю. ш. 62°54′42″ з. д. |